# Блу-Рапідс (Канзас)
Блу-Рапідс (англ. Blue Rapids) — місто (англ. city) в США, в окрузі Маршалл штату Канзас. Населення — 928 осіб (2020).

## Географія
Блу-Рапідс розташований за координатами 39°40′42″ пн. ш. 96°39′32″ зх. д. / 39.67833° пн. ш. 96.65889° зх. д. (39.678439, -96.658901).  За даними Бюро перепису населення США в 2010 році місто мало площу 5,19 км², з яких 5,14 км² — суходіл та 0,05 км² — водойми.

## Демографія
Згідно з переписом 2010 року, у місті мешкало 1019 осіб у 415 домогосподарствах у складі 263 родин. Густота населення становила 196 осіб/км².  Було 465 помешкань (90/км²).
Расовий склад населення:
| - 97,2 % — білих - 1,1 % — корінних американців - 0,3 % — чорних або афроамериканців |

До двох чи більше рас належало 0,9 %. Частка іспаномовних становила 1,4 % від усіх жителів.
За віковим діапазоном населення розподілялося таким чином: 24,2 % — особи молодші 18 років, 53,8 % — особи у віці 18—64 років, 22,0 % — особи у віці 65 років та старші. Медіана віку мешканця становила 43,2 року. На 100 осіб жіночої статі у місті припадало 90,8 чоловіків;  на 100 жінок у віці від 18 років та старших — 92,0 чоловіків також старших 18 років.
Середній дохід на одне домашнє господарство  становив 45 951 долар США (медіана — 38 750), а середній дохід на одну сім'ю — 49 177 доларів (медіана — 44 196). Медіана доходів становила 38 500 доларів для чоловіків та 27 031 долар для жінок. За межею бідності перебувало 22,5 % осіб, у тому числі 33,3 % дітей у віці до 18 років та 10,8 % осіб у віці 65 років та старших.
Цивільне працевлаштоване населення становило 362 особи. Основні галузі зайнятості: виробництво — 29,8 %, освіта, охорона здоров'я та соціальна допомога — 26,5 %, роздрібна торгівля — 11,3 %, будівництво — 6,6 %.